# Sultanpur (Uttarakhand)
Sultanpur es un pueblo y  nagar Panchayat situado en el distrito de Udham Singh Nagar,  en el estado de Uttarakhand (India). Su población es de 9881 habitantes (2011). 

## Demografía
Según el censo de 2011 la población de Sultanpur era de 9881 habitantes, de los cuales 5233 eran hombres y 4648 eran mujeres. Sultanpur tiene una tasa media de alfabetización del 71,78%, inferior a la media estatal del 78,82%: la alfabetización masculina es del 82,77%, y la alfabetización femenina del 59,59%.